# Dracaena paraguayensis
Dracaena paraguayensis là một loài thằn lằn trong họ Teiidae. Loài này được Amaral mô tả khoa học đầu tiên năm 1950.